# ピエル・ルイジ・チェルヴェッラーティ
ピエル・ルイジ・チェルヴェッラーティは、イタリアの都市計画家。イタリア各地の都市計画にかかわったほか、ヴェネツィア建築大学でも地域部市計画を教える。レオナルド・ベネーヴォロがいた時期のヴェネツィア建築大学ではベネーヴォロの助手を務めた。1926年、ボローニャ生まれ。

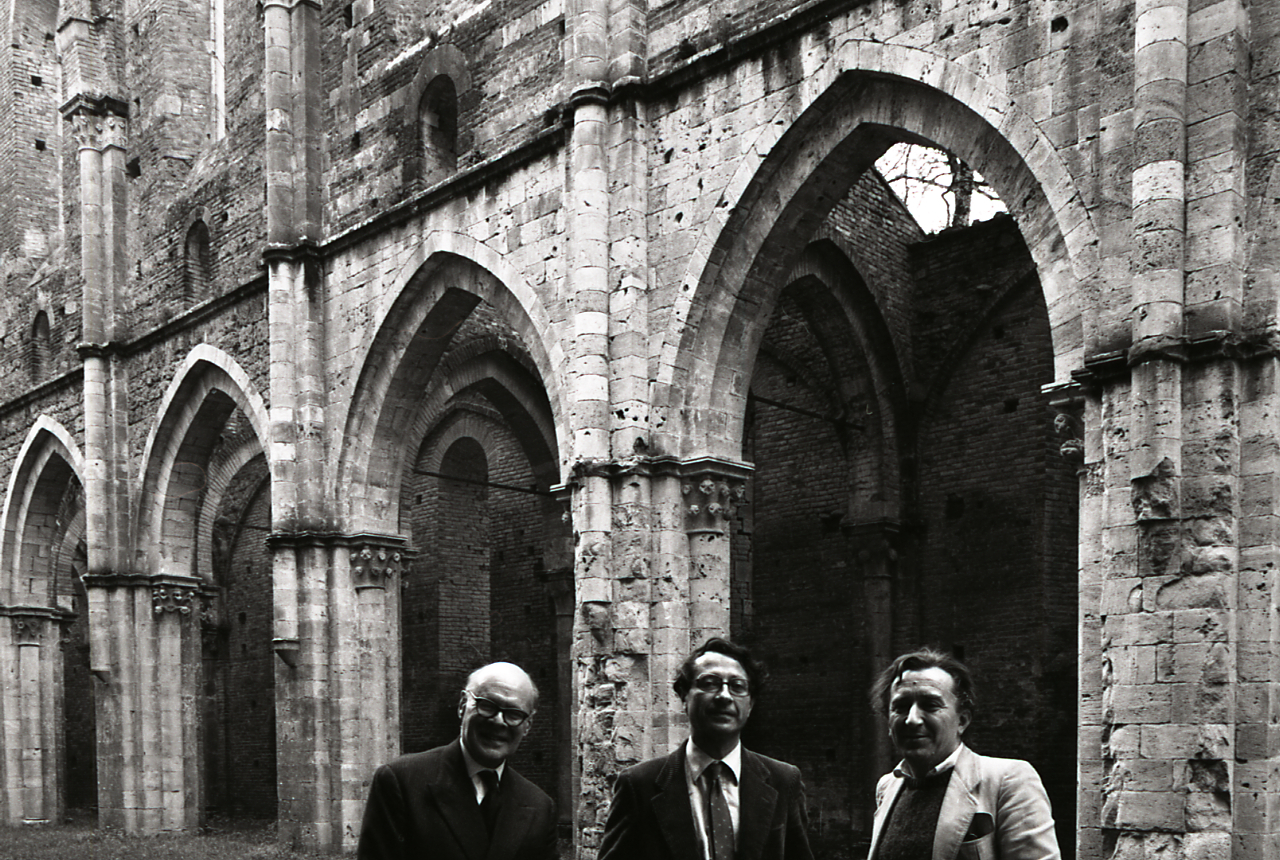
Pier Luigi Cervellati with Denis Mahon and Andrea Emiliani in Chiusdino, Italy photographed by Paolo Monti

ベネーヴォロと同じヴェネツィア建築大学で都市史学の教鞭をとるカルロ・アイモニーノのフィールドワーク手法を応用して都市計画に生かしていた。共産党市政のボローニャでは共産党青年部および市議会議員、さらに市で市長に次ぐ地位の都市計画局長/都市計画担当参事を務め、同地で実践した調査手法はボローニャ方式と呼ばれた。ボローニャ方式で展開された保存手法は初めて旧市街地チェントロストリコの全域に対して示された理論的かつ実践的具体的方策で、ハードとしてのまちなみだけでなく、経済的弱者の保護をも含む社会的環境も考慮していたため、総合的保存とよばれた。

## 主な業績
- オッキオペッロ市都市基本計郎（PRG）
- ポンチデッラ市都市基本計郎（PRG）
- ラグーザ市都市基本計郎（PRG）
- フェッラーラ市都市基本計郎（PRG）
- パレルモ市都市基本計郎（PRG）
- カターニャ市都市基本計郎（PRG）
- サン・ヴィート・ロ・カポ市都市基本計郎（PRG）
- ボローニャ市チエントロ・ストリコ計画
- ヴェネツィアチエントロ・ストリコ計画
- モデナ市チエントロ・ストリコ計画
- コマッキオ市チエントロ・ストリコ計画
- サンタルカンジュロ市チエントロ・ストリコ計画
- パレルモ市チエントロ・ストリコ計画（ベネーヴォロ、イタロ・インレーラらと）
- ラグーザチエントロ・ストリコ計画
- カターニャ市チエントロ・ストリコ計画
- ポーデルタ地帯景観計画
- ミリアリーノサン・ロッソーレ・マッサチュッコリ干拓地帯景観計画

## 著書
日本で翻訳出版されている著書は次の通り
- 都市を癒す術 シーライトパブリッシング 2007
- ミューズが微笑む都市　シーライトパブリッシング 2007
- ボローニャの試み 新しい都市の文化 香匠庵 1986